# Batalla de Montiel (1143)
La batalla de Montiel fue un conflicto armado que tuvo lugar el 1 de marzo de 1143 y que enfrentó a un grupo de caballeros de las ciudades de Ávila, Segovia y Toledo, comandados por Muño Alfonso, contra un ejército almorávide. En las filas cristianas había incluidos varios sacerdotes. La batalla sería una victoria decisiva para Muño.
A principios de 1143 Muño escogió un ejército de 900 caballeros y mil hombres de infantería de milicias locales para saquear el área alrededor de la ciudad de Córdoba. En su vuelta a través del puerto de Muradal divisó un ejército de almorávides que le perseguían, también compuesto por caballería e infantería. Una vez pasado el castillo de Calatrava en su ruta hacia Toledo, a la altura de Montiel, Muño y sus hombres se volvieron contra el ejército persecutor. Los Anales Toledanos primeros sitúan la batalla en el «río que dicen Adoro», que podría ser o bien el Azuer, cerca de Montiel, o el Algodor, cerca de Mora.[cita requerida]
Los gobernadores almorávides de Sevilla y Córdoba perecieron en la batalla, así como muchos otros comandantes almorávides. Los vencedores obtuvieron un gran botín de sus expediciones previas alrededor de Córdoba, que incluía oro, plata, vestidos, ganado, armas y prisioneros. Después de la batalla el ejército vencedor volvió a Toledo con la infantería portando el botín. Las cabezas de los dos gobernadores y del resto de comandantes fueron clavadas en lanzas y paseadas por la ciudad como trofeos. Muño más tarde ordenaría colgarlas de las torres, pero la reina Berenguela decidió descolgarlos y entregar los restos a unos físicos judíos y musulmanes para que estos cubrieran los cuerpos con mirra y áloe y fueran enviados a las viudas, en Córdoba.